# Province de Tarma
La province de Tarma (en espagnol : Provincia de Tarma) est l'une des huit  provinces de la région de Junín, dans le centre du Pérou. Son chef-lieu est la ville de Tarma.

## Géographie
La province couvre une superficie de 2 749,16 km2, soit 6.2 du territoire de la région. Elle est limitée au nord par la province de Junín, à l'est par la province de Chanchamayo, au sud par la province de Jauja et à l'ouest par la province de Yauli.
La province se trouve à un endroit privilégié du point de vue touristique et économique, à mi-chemin entre la capitale Lima et la selva alta, à l'embranchement de plusieurs routes en direction de la forêt amazonienne. Elle bénéficie d'un climat tempéré et doux la plupart du temps.

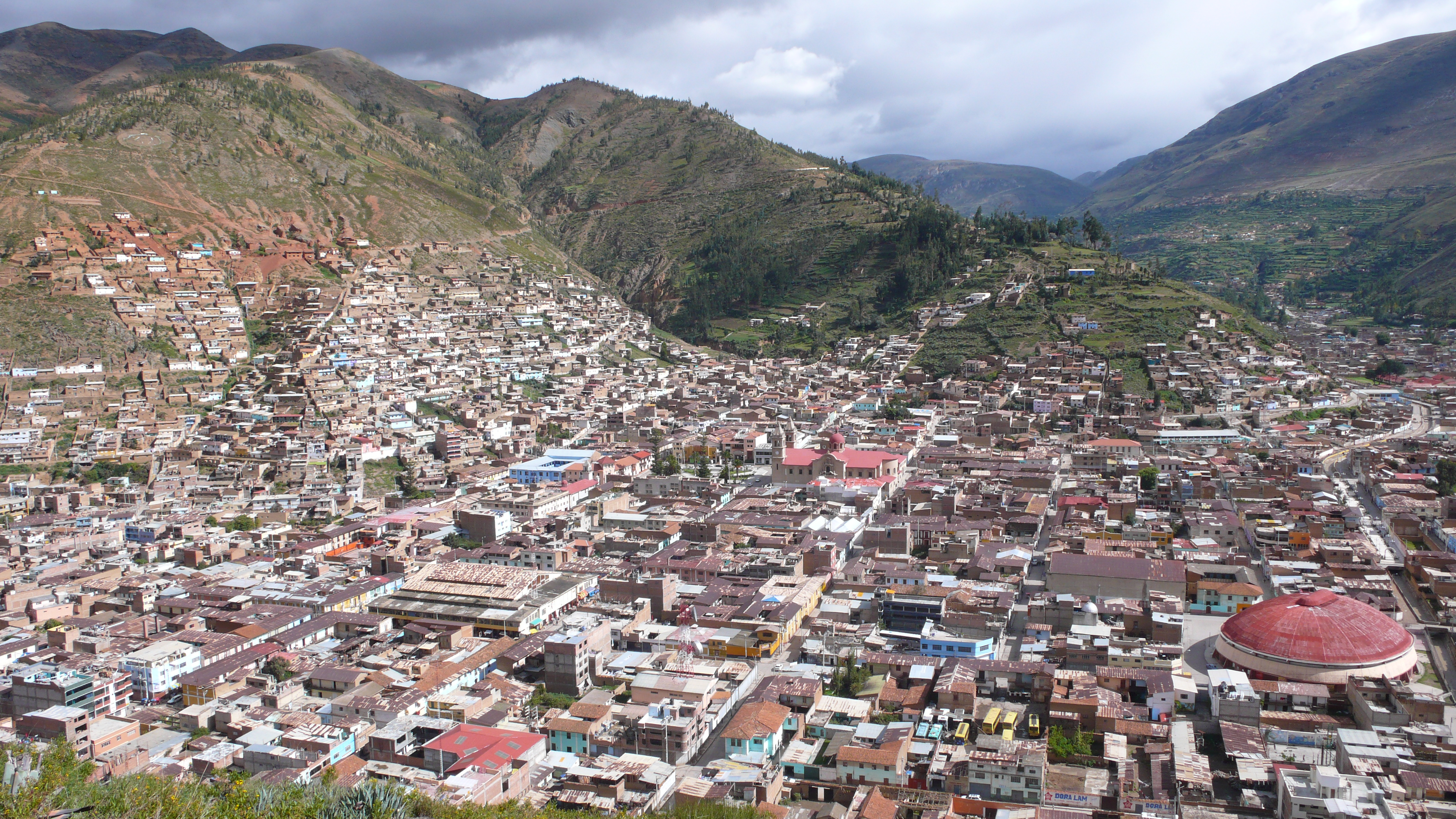
Vue sur la ville de Tarma (Junín), Pérou. Expansion de la zone urbaine illustrée

## Population
La population de la province s'élevait à 112 230 habitants en 2007.

## Subdivisions
La province de Tarma est divisée en neuf districts :
- Acobamba
- Huaricolca
- Huasahuasi
- La Unión
- Palca
- Palcamayo
- San Pedro de Cajas
- Tarma
- Tapo